# Jarno Zaffelli

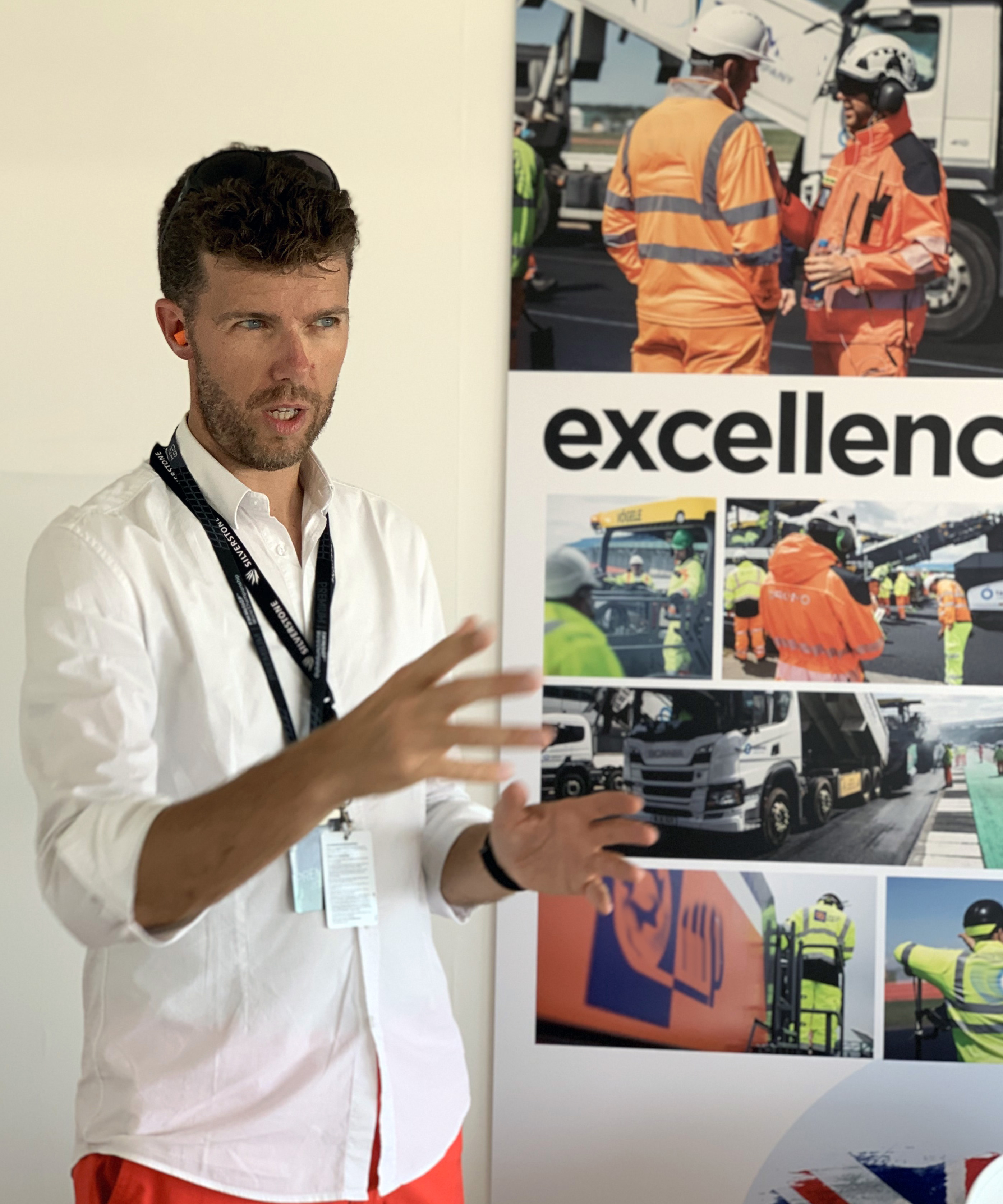
Jarno Zaffelli a Silverstone durante la presentazione del lavoro svolto nel 2019

Jarno Zaffelli (Reggio Emilia, 30 ottobre 1976) è un designer e fotografo italiano, tra i principali disegnatori di autodromi internazionali della sua generazione.

## Biografia
Nato nella Motor Valley, storico territorio di appassionati di motori. Dopo il diploma in meccanica sperimentale continuò gli studi alla Facoltà di Ingegneria Gestionale che abbandonò presto per aprire una azienda di informatica in qualità di System Integrator e sviluppatore dei sistemi operativi OS X Apple.
Nel 2000 fonda l'associazione sportiva Dorodi, ed inizia un lungo percorso di auto-formazione finalizzato alla costruzione di un autodromo a Reggio Emilia, città di nascita. Inizia così un lavoro tassonomico in cui visita e raccoglie dati nella gran parte degli autodromi esistenti in occasione delle gare del Campionato del mondo F1 e Motogp.
Naufragata la possibilità di realizzare l'autodromo a Reggio Emilia, Zaffelli venne contrattato per realizzare l'Autodromo del Veneto. Era il 2008. L'autodromo non venne mai alla luce anche se fu autorizzato per la costruzione nei Comuni di Trevenzuolo e Vigasio nel 2010.
A Novembre del 2008, iscrittosi come fotografo, partecipò alla prima edizione del Professional Motorsport World Expo a Colonia. Per le sue domande, venne notato dagli autodromi del Mugello e di Misano.

## Dromo
Nel 2011, Zaffelli fonda le basi della sua odierna società di ingegneria, Dromo, che al 2020 conta sedi e collaboratori in Italia, Inghilterra e Singapore.
Il suo approccio nei progetti è sempre stato improntato all'utilizzo estremo delle tecniche (es. sistema DroCAS) e delle tecnologie costruttive, spingendo i limiti delle sue opere fino a livelli di ricerca e sperimentazione mai raggiunti. Lo stile del disegno del tracciato, invece, è fortemente influenzato dalle forme della natura, fluide ed organiche.
Sempre più nel corso della sua carriera, Jarno Zaffelli è stato paragonato al più noto progettista di autodromi del tempo, Hermann Tilke, cercando in lui e nel suo gruppo di lavoro un'alternativa credibile al problema dei "Tilkodromi". Spesso Zaffelli si ispira "all'anima dei circuiti" per differenziarsi da molte delle creazioni del progettista tedesco, spesso tacciate di essere autodromi noiosi.

## Progetti
Al fine di risolvere alcune problematichei sulla pista, appena rinnovata, del Misano World Circuit Marco Simoncelli, nel 2008 Zaffelli cominciò a sviluppare un sistema di calcolo, già utilizzato per disegnare l'Autodromo del Veneto, attraverso la ricostruzione degli incidenti di pista. Con la collaborazione dell'Università di Firenze e della Dainese, Zaffelli studiò le dinamiche di caduta dei piloti e dei mezzi nelle vie di fuga del circuito, raccogliendo dati che divennero la base del suo personale sistema progettuale, chiamato DroCAS.
Nel 2011 venne chiamato dall'Autodromo del Mugello per progettare alcune parti della pista soggetta a riasfaltatura completa, per poi seguire i lavori di rifacimento anche dell'Autodromo di Imola.
Nello stesso anno firmò un contratto per ri-progettare e seguire la costruzione dell'Autodromo di Termas de Río Hondo (Argentina) per ospitare la MotoGP.
La particolarità principale del circuito argentino è la curva 13, che Zaffelli ha disegnato ispirandosi ad una strada della nativa Reggio Emilia; la stessa è stata teatro di azioni emozionanti, e per questo è stata poi replicata da altri autodromi e progettisti.
L'autodromo di Sepang è stato il circuito che ha visto i primi interventi della nuova struttura organizzativa, tra il 2015 e il 2016. Oltre alla riasfaltatura completa, è stata riprogettata l'ultima curva per risolvere problemi di sicurezza e mancanza di sorpassi, costruendo il tornante con il banking negativo più ripido del Mondiale, sia di F1 che di MotoGP. La curva è stata molto criticata da alcuni piloti, ma è stata inserita di diritto nella classifica delle più interessanti dei rispettivi Campionati creando alcuni tra i migliori sorpassi che Sepang abbia mai visto.
Nel 2018, per la prima volta in 35 anni, l’autodromo di Silverstone vide annullare la gara di Campionato MotoGP a seguito di problemi sulla sicurezza del tracciato. Il circuito istituì una commissione d'inchiesta e incaricò Jarno Zaffelli di indagare sull'accaduto. A seguito delle risultanze dell'indagine, la pista fu riasfaltata completamente nel 2019 con l'utilizzo di tecnologie di guida autonoma per la fresatura. La pista venne completamente rifatta dalle fondazioni cementizie della Seconda Guerra Mondiale in su, con la creazione di un asfalto specifico chiamato BriWEC.
Nel 2019, Dromo viene incaricata di supportare il Circuito di Zandvoort per riportare la Formula Uno nei Paesi Bassi, dopo un digiuno di 35 anni. Il progetto, svolto sulla base della suggestione del direttore di Zandvoort e di Charlie Whiting di creare una sopraelevata in sostituzione dell'ultima curva, vede la rimodellazione di oltre metà del tracciato completarsi a Febbraio 2020. A Marzo dello stesso anno, Max Verstappen la inaugura con una demo car, esprimendo tutta la sua soddisfazione e sorpresa[20], specialmente per la nuova Curva 3, denominata la Hugenholtz in onore del famoso progettista olandese della pista di Suzuka. La curva, infatti, è stata creata utilizzando, per la prima volta in un autodromo, una sezione aurea costruita in base alla sequenza di Fibonacci con il fine di trovare maggiori opportunità di sorpasso a causa delle diverse linee ideali possibili. L'autodromo è stato asfaltato con una mescola specifica, chiamata FlyingDutch, in onore dei piloti olandesi.
Durante il 2020 l'intero calendario della Formula 1 subisce stravolgimenti a causa della pandemia. Durante il corso dei mesi vengono inseriti in calendario autodromi che non avevano mai ospitato nei 10 anni precedenti gare di Formula 1. Tra gli altri gli italiani Mugello, Imola e il portoghese Portimão; tutti e tre affidano i lavori di aggiornamento agli standard F1 alla Dromo.

## Autodromi
- Misano World Circuit, 2010
- Autodromo internazionale del Mugello, 2011
- Autodromo Internazionale Enzo e Dino Ferrari di Imola, 2011
- Autodromo nazionale di Monza, 2015
- Circuito di Sepang, Malaysia, 2016
- Singapore Street Circuit, Singapore, 2016
- Yas Marina Circuit, Abu Dhabi, 2016
- Kymi Ring, Finlandia, 2016
- Automotodrom Grobnik, Croazia, 2017
- Circuito di Silverstone, 2018
- Circuito di Zandvoort, 2019
- Circuito Paul Ricard[23], 2020
- Autodromo di Franciacorta, 2020
- Autodromo Internacional do Algarve, 2020
- Cremona Circuit, 2021

È stato anche incaricato dei progetti di numerosi circuiti che non sono stati realizzati, come quelli dell'Autodromo di Reggio Emilia e l'Autodromo del Veneto, o l'Autodromo di Pontedera.

## Invenzioni
- Simply - Progetto di un cellulare semplificato con soli 3 tasti per la quarta età - 2004
- Cicero - Sistema di informazione territoriale attraverso servizi di messaggistica cellulare - 2007
- DroCAS - Dromo Circuit Analysis System - Sistema di simulazione e calcolo delle vie di fuga per motociclisti, automobili e sciatori - 2007
- WhatsOn - Sistema software di rilievo, visualizzazione e monitoraggio degli avvallamenti e deformazioni in pista o in strutture - 2016
- Incudine - Sistema di rilievo e misurazione acustica specifico per impianti motorsport - Finanziato da PorFesr Emilia-Romagna - 2017
- WhatsOn laser - Sistema di visualizzazione della planaritá di una superficie attraverso la collimazione di laser rettilinei - 2017

## Riconoscimenti
- Premio InMentor - Università di Modena e Reggio Emilia - Associazione Industriali Reggio Emilia - Comune di Reggio Emilia per Cicero - 2008[25]
- Trofeo Lorenzo Bandini - Premio della Regione Emilia-Romagna[26]

## Opere
- Experimental analysis of post-accident motion of motorcyclists - Vangi, Virga, Zaffelli - EVU Europe - 2013[27]